# Altleubnitz

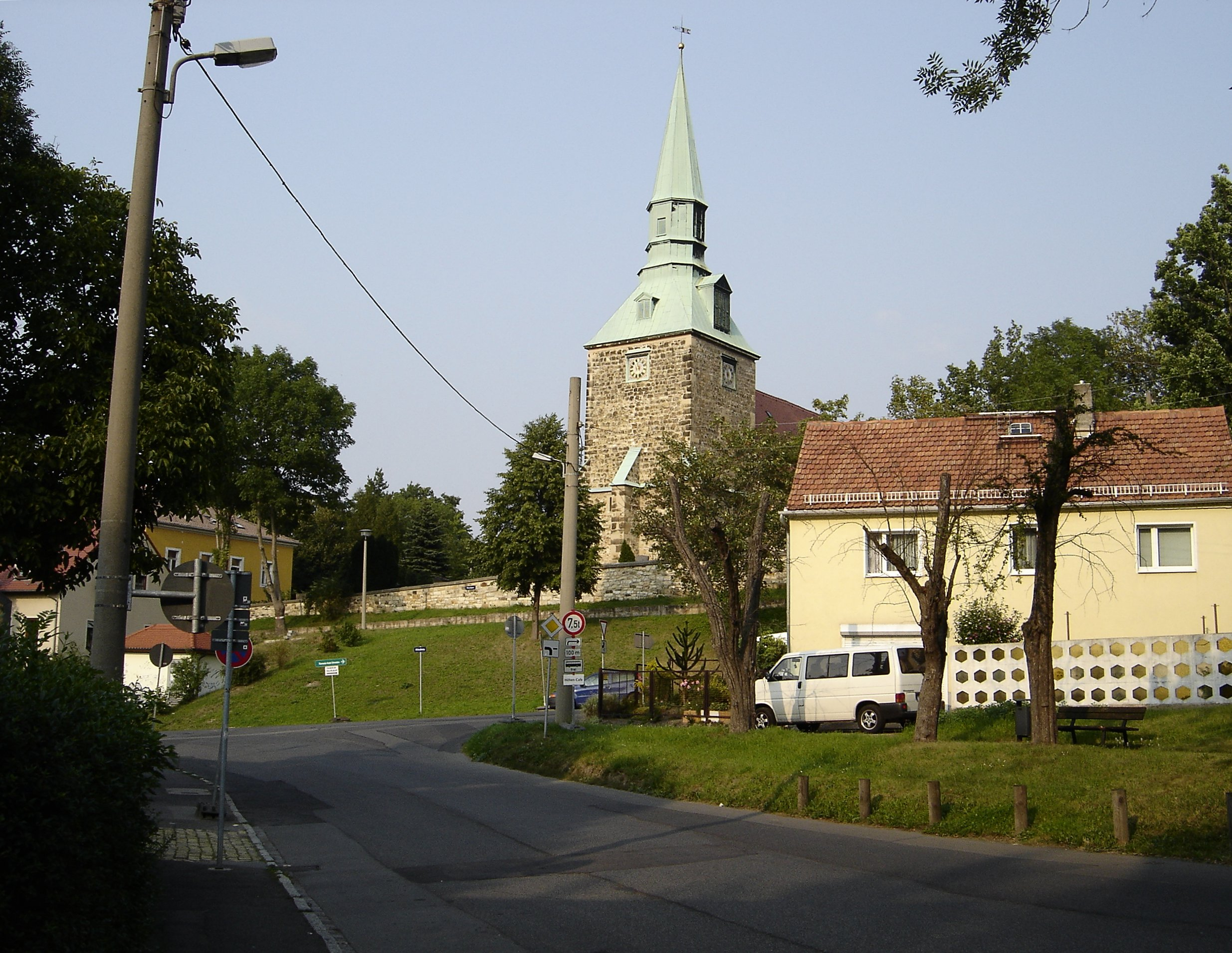
Kirche in Altleubnitz

Altleubnitz ist ein Stadtteil im Dresdner Stadtteil Leubnitz-Neuostra. Der Ortskern zählt zu den besterhaltenen Dresdens.

## Geschichte
Der heute als Altleubnitz bezeichnete Straßenzug war ursprünglich die Dorfstraße von Leubnitz. Nach dem Zusammenschluss von Leubnitz und Neuostra zum Stadtteil Leubnitz-Neuostra im Jahr 1898 wurde der Straßenzug, der als Altleubnitz bezeichnet wird, in Leubnitzer Straße umbenannt. Seit 1926 wird die Straße unter dem heutigen Namen Altleubnitz geführt.

## Charakteristik
Altleubnitz besteht aus zahlreichen Bauerngütern, die zum Großteil heute denkmalgeschützt sind. Außerdem sind einige Häusleranwesen erhalten geblieben, etwa die Schmiede auf Nummer 2 oder die einstige Mühle auf Nummer 14.